# Prismatocarpus debilis
Prismatocarpus debilis är en klockväxtart som beskrevs av Harry Bolus och Robert Stephen Adamson. Prismatocarpus debilis ingår i släktet Prismatocarpus och familjen klockväxter. Inga underarter finns listade i Catalogue of Life.